# Championnats du monde de nage en eau libre 2004
Navigation
Charm el-Cheikh 2002 Naples 2006
La troisième édition des Championnats du monde de nage en eau libre se déroule à Dubaï aux Émirats arabes unis du 26 novembre au 2 décembre 2004.

## Programme
| - 27 novembre : 5 km femmes et 5 km hommes - 29 novembre : 10 km femmes et 10 km hommes - 1er décembre : 25 km femmes - 2 décembre : 25 km hommes |

## Podiums
| Épreuves        | Or                                                  | Argent                                                              | Bronze                                                           |
| Femmes          | Femmes                                              | Femmes                                                              | Femmes                                                           |
| --------------- | --------------------------------------------------- | ------------------------------------------------------------------- | ---------------------------------------------------------------- |
| 5 km            | Larisa Ilchenko (RUS)                               | Ksenia Popova (RUS)                                                 | Sara McLarty (USA)                                               |
| 10 km           | Britta Kamrau (GER)                                 | Jana Pechanová (CZE)                                                | Lauren Arndt (AUS)                                               |
| 25 km           | Britta Kamrau (GER)                                 | Edith van Dijk (NED)                                                | Natalia Pankina (RUS)                                            |
| Hommes          |                                                     |                                                                     |                                                                  |
| 5 km            | Grant Cleland (AUS)                                 | Christian Hein (GER)                                                | Josh Santacaterina (AUS)                                         |
| 10 km           | Thomas Lurz (GER)                                   | Alan Bircher (GBR)                                                  | Danill Serebrennikov (RUS)                                       |
| 25 km           | Brendan Capell (AUS)                                | Yuri Kudinov (RUS)                                                  | Evgueni Kochkarov (RUS)                                          |
| Équipes (mixte) |                                                     |                                                                     |                                                                  |
| 5 km            | Allemagne Christian Hein Thomas Lurz Britta Kamrau  | Australie Grant Cleland Josh Santacaterina Lauren Arndt             | Russie Evgeny Drattsev Maksim Luchnikov Larisa Ilchenko          |
| 10 km           | Allemagne Thomas Lurz Christian Hein Britta Kamrau  | Russie Daniil Serebrennikov Evgeni Kochkarov Ekaterina Seliverstova | Australie Josh Santacaterina Grant Cleland Lauren Arndt          |
| 25 km           | Russie Yuri Kudinov Evgeni Kocharov Natalia Pankina | France Stéphane Gomez Bertrand Venturi Floriane Richard             | République tchèque Jakub Fichtl Rostislav Vitek Yvetta Hlaváčová |

## Tableau des médailles
| Rang  | Nation             | Or | Argent | Bronze | Total |
| ----- | ------------------ | -- | ------ | ------ | ----- |
| 1     | Allemagne          | 5  | 1      | 0      | 6     |
| 2     | Russie             | 2  | 3      | 4      | 9     |
| 3     | Australie          | 2  | 1      | 3      | 6     |
| 4     | République tchèque | 0  | 1      | 1      | 2     |
| 5     | France             | 0  | 1      | 0      | 1     |
| 5     | Grande-Bretagne    | 0  | 1      | 0      | 1     |
| 5     | Pays-Bas           | 0  | 1      | 0      | 1     |
| 8     | États-Unis         | 0  | 0      | 1      | 1     |
| Total | Total              | 9  | 9      | 9      | 27    |